# Elle boit pas, elle fume pas, elle drague pas, mais... elle cause!
Elle boit pas, elle fume pas, elle drague pas, mais… elle cause ! is een Franse film van Michel Audiard die werd uitgebracht in 1970.
Het scenario is gebaseerd op de roman Bonne vie et meurtres (1969) van Fred Kassak.

## Verhaal
Germaine is een loslippige werkvrouw die poetst op drie adressen. Geleidelijk ontdekt zij dat haar drie werkgevers elk een geheim te verbergen hebben of een geheim leven leiden. 
Alexandre Liéthard is een bankkassier die seksueel is geobsedeerd. Hij graait af en toe in de kassa om zijn escapades te bekostigen. Bovendien heeft hij zijn overste vermoord en in zijn tuin begraven. Overdag werkt meneer Phalempin als kinderopvoeder in de achtergestelde wijken van Parijs. 's Nachts verdient hij echter de kost als travestiet in een café chantant. De televisie animatrice Francine Marquette is eigenlijk een ex-prostituee die vroeger deelnam aan orgieën waarbij politici betrokken waren. 
Germaine zorgt ervoor dat de geheimen van haar drie klanten in elkaar verstrikt raken. Haar uiteindelijk doel is hen te chanteren en een dikke cent bij te verdienen. 

## Rolverdeling
| Acteur             | Personage                    | Beschrijving                        |
| ------------------ | ---------------------------- | ----------------------------------- |
| Annie Girardot     | Germaine                     | de poetsvrouw                       |
| Bernard Blier      | Alexandre Liéthard           | de plaatsvervangende kassier        |
| Mireille Darc      | Francine Marquette           | de televisie animatrice             |
| Jean Le Poulain    | meneer Gruson                | de hoofdkassier                     |
| Sim                | meneer Phalempin             | de kinderopvoeder                   |
| Micheline Luccioni | Lucette alias 'Lulu'         | een speciale vriendin van Alexandre |
| Anicée Alvina      | Monique                      | het zwangere meisje                 |
| Jean Carmet        | Marcel                       | de barman van de 'Triolet'          |
| Robert Dalban      | meneer Delpuech              | de bankdirecteur                    |
| Jean-Pierre Darras | Georges de La Motte Brébière | de toekomstige man van Francine     |
| Dominique Zardi    |                              | de leraar natuurwetenschappen       |
| Daniel Lecourtois  | meneer Brimeux               | de PDG van de bank                  |
| Monique Morisi     | Juliette                     | de moeder van de kleine Marcel      |